# アレクサンドル・ビルデルリング

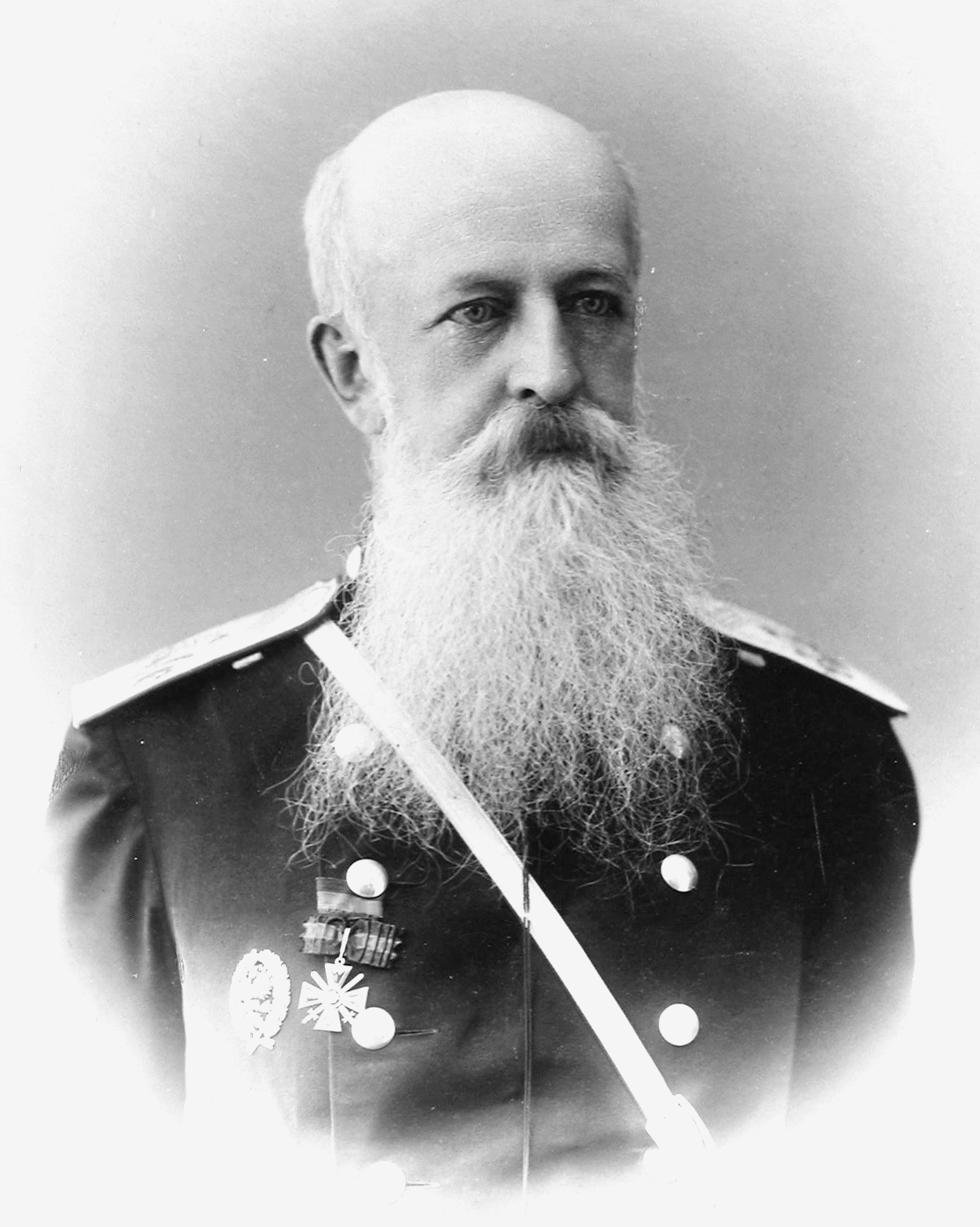
アレクサンドル・ビルデルリング

アレクサンドル・アレクサンドロヴィチ・ビルデルリング（ロシア語: Александр Александрович Бильдерлинг、1846年7月5日 - 1912年7月26日）はロシアの軍人。ロシア帝国陸軍大将で第3満洲軍の司令官。サンクトペテルブルク生まれ。日露戦争ではロシア軍の指揮官を務めた。